# Carl Wilhelm Henrik Ronander
Carl Wilhelm Henrik Ronander, född 23 juni 1794 i Stralsund, Svenska Pommern, död 10 april 1847 i Stockholm, var en svensk läkare och professor. 

## Biografi
Ronander, som redan som barn kom till Sverige, blev student vid Uppsala universitet 1813, kirurgie magister 1819 och medicine licentiat 1820 samt promoverades 1822 till medicine doktor. Han utnämndes 1827 till adjunkt i teoretisk medicin och kirurgi vid Karolinska institutet. År 1831 blev han överläkare vid Serafimerlasarettet i Stockholm, från vilken befattning han 1840 begärde avsked med förordnande att vara konsultativ läkare vid lasarettet. Han invaldes som ledamot av Vetenskapsakademien 1831 och som ledamot i Kungl. Vetenskaps- och vitterhetssamhället i Göteborg 1833. 
Ronander utgav flera mindre skrifter, bl.a. en skrift från 1827 där han redovisade en omfattande undersökning av en rad mineralvatten vid hälsobrunnar i utlandet. Ronander utgav också det 1822 av Svenska Läkaresällskapet prisbelönta, men ej fullbordade arbetet System i pharmakologien med särskildt afseende på Svenska pharmakopéens sista edition (I, l och 2 1825–28). Jämte Anders Adolf Retzius och Carl Gustaf Mosander utgav han 1832–39 Tidskrift för läkare och pharmaceuter. Han var också en högt ansedd psykiater.
Ronander var ägare till Smedslättens gård i Bromma åren 1837-1841. Under hans tid som ägare skedde vissa förändringar på gården.

## Utmärkelser
Erhöll professors namn heder och värdighet den 29 juni 1833. 

## Familj
Ronander, som var ogift, var son till häradshövdingen Henrik Gerhard Ronander och Rebecka Eleonora Merckern. 
Ronander var sonson till silversmeden Jonas Ronander. 